# Rajd Australii 2011
Rajd Australii był 10. rundą Rajdowych Mistrzostw Świata 2011. Rajd odbył się w dniach 8–11 września, jego bazą było miasto Coffs Harbour. Rajd był także 5. rundą Mistrzostw Świata Samochodów Produkcyjnych (PWRC).
Rajd wygrał Mikko Hirvonen, było to jego trzecie z rzędu zwycięstwo w Australii, 2. wygrana w tym sezonie oraz 14. w karierze. Drugi był Jari-Matti Latvala, który oddał zwycięstwo zespołowemu koledze na polecenie zespołu, aby zwiększyć szanse Hirvonena na tytuł mistrzowski w tym sezonie. Trzecie miejsce zajął Petter Solberg. Oba fabryczne Citroëny, prowadzone przez Sébastiena Loeba oraz Sébastiena Ogiera uległy wypadkom na pierwszych odcinkach rajdu. Obaj kierowcy powrócili drugiego dnia w systemie SupeRally, ostatecznie Loeb został przepuszczony przez Ogiera i zajął 10. miejsce, natomiast Ogier zajął 11. pozycję.
W kategorii PWRC wygrał Hayden Paddon, który zwyciężał we wszystkich rundach w tym sezonie, w których startował. W efekcie czego zapewnił sobie tytuł mistrzowski na dwa rajdy przed zakończeniem sezonu. Drugie miejsce w tej kategorii, a siódme w rajdzie, zdobył Michał Kościuszko, dla którego były to pierwsze punkty zdobyte w klasyfikacji generalnej Mistrzostw Świata.

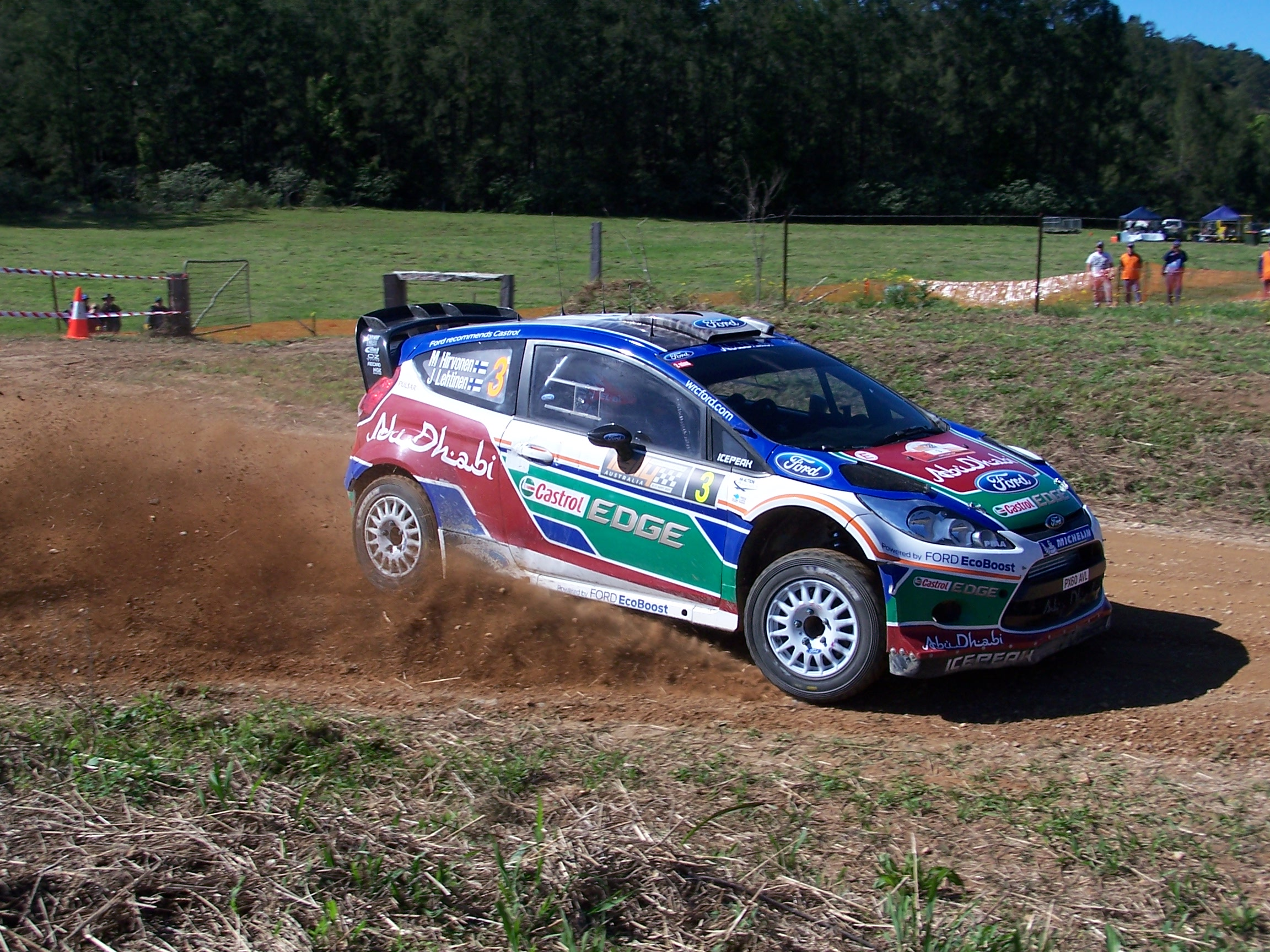
Zwycięzca rajdu Mikko Hirvoven

## Klasyfikacja ostateczna
| Msc.      | Kierowca                 | Pilot                | Samochód                       | Czas      | Strata   | Grupa | Punkty |
| --------- | ------------------------ | -------------------- | ------------------------------ | --------- | -------- | ----- | ------ |
| 1.        | Mikko Hirvonen           | Jarmo Lehtinen       | Ford Fiesta RS WRC             | 3:35:59.0 | 0.0      | WRC M | 25     |
| 2.        | Jari-Matti Latvala       | Miikka Anttila       | Ford Fiesta RS WRC             | 3:36:13.7 | 14.7     | WRC M | 20     |
| 3.        | Petter Solberg           | Chris Patterson      | Citroën DS3 WRC                | 3:36:43.8 | 44.8     | WRC M | 16     |
| 4.        | Matthew Wilson           | Scott Martin         | Ford Fiesta RS WRC             | 3:44:44.2 | 8:45.2   | WRC M | 12     |
| 5.        | Khalid Al Qassimi        | Michael Orr          | Ford Fiesta RS WRC             | 3:48:32.3 | 12:33.3  | WRC M | 10     |
| 6.        | Hayden Paddon            | John Kennard         | Subaru Impreza WRX STi         | 3:53:28.3 | 17:29.3  | 3     | 8      |
| 7.        | Michał Kościuszko        | Maciej Szczepaniak   | Mitsubishi Lancer Evolution X  | 3:55:00.3 | 19:01.3  | 3     | 6      |
| 8.        | Ołeksandr Saliuk Jr.     | Paweł Czerepyn       | Mitsubishi Lancer Evolution IX | 3:57:07.5 | 21:08.5  | 3     | 4      |
| 9.        | Benito Guerra Jr.        | Borja Rozada         | Mitsubishi Lancer Evolution X  | 3:58:47.9 | 22:48.9  | 3     | 2      |
| 10.       | Sébastien Loeb           | Daniel Elena         | Citroën DS3 WRC                | 4:06:01.9 | 30:02.9  | WRC M | 4      |
| 11.       | Sébastien Ogier          | Julien Ingrassia     | Citroën DS3 WRC                | 4:06:18.4 | +30:19.4 | WRC M |        |
|           |                          |                      |                                |           |          |       |        |
| 13.       | Peter van Merksteijn jr. | Erwin Mombaerts      | Citroën DS3 WRC                | 4:08:20.0 | +32:21.0 | WRC M |        |
| 19.       | Ken Block                | Alessandro Gelsomino | Ford Fiesta RS WRC             | 4:18:00.9 | +42:01.9 | WRC M |        |
| PWRC      |                          |                      |                                |           |          |       |        |
| 1. (6.)   | Hayden Paddon            | John Kennard         | Subaru Impreza WRX STi         | 3:53:28.3 | 0.0      | 3     | 25     |
| 2. (7.)   | Michał Kościuszko        | Maciej Szczepaniak   | Mitsubishi Lancer Evolution X  | 3:55:00.3 | 1:32.0   | 3     | 18     |
| 3. (8.)   | Ołeksandr Saliuk Jr.     | Paweł Czerepyn       | Mitsubishi Lancer Evolution IX | 3:57:07.5 | 3:39.2   | 3     | 15     |
| 4. (9.)   | Benito Guerra Jr.        | Borja Rozada         | Mitsubishi Lancer Evolution X  | 3:58:47.9 | 5:19.6   | 3     | 12     |
| 5. (12.)  | Wałeryj Horbań           | Andrij Nikołajew     | Mitsubishi Lancer Evolution IX | 4:06:21.1 | 12:52.8  | 3     | 10     |
| 6. (16.)  | Gianluca Linari          | Nicola Arena         | Subaru Impreza WRX STi         | 4:14:49.2 | 21:20.9  | 3     | 8      |
| 7. (17.)  | Brendan Reeves           | Rhianon Smyth        | Subaru Impreza WRX STi         | 4:17:19.2 | 23:50.9  | 3     | 6      |
| 8. (18.)  | Nathan Quinn             | David Green          | Mitsubishi Lancer Evolution IX | 4:17:53.6 | 24:25.3  | 3     | 4      |
| 9. (20.)  | Harry Hunt               | Robbie Durant        | Citroën DS3 R3                 | 4:25:40.9 | 32:12.6  | 5     | 2      |
| 10. (21.) | Bader Al Jabri           | Stephen McAuley      | Subaru Impreza WRX STi         | 4:29:41.2 | 36:12.9  | 3     | 1      |

1. ↑  Litera M przy oznaczeniu grupy do której należy samochód oznacza, iż tylko ci kierowcy zdobywali punkty dla swoich zespołów liczonych w klasyfikacji producentów na koniec sezonu.

### Odcinki specjalne
| Dzień          | Odcinek | Godz. rozp. | Nazwa                    | Długość  | Zwycięzca          | Czas    | Średnia prędkość | Lider rajdu        |
| -------------- | ------- | ----------- | ------------------------ | -------- | ------------------ | ------- | ---------------- | ------------------ |
| 1 8–9 września | OS1     | 19:15       | Coffs Jetty Precinct 1   | 3,77 km  | Sébastien Ogier    | 2:46.1  | 81,71 km/h       | Sébastien Ogier    |
| 1 8–9 września | OS2     | 19:30       | Coffs Jetty Precinct 2   | 3,77 km  | Sébastien Loeb     | 2:41.1  | 84,25 km/h       | Sébastien Ogier    |
| 1 8–9 września | OS3     | 10:03       | Shipmans 1               | 29,03 km | Sébastien Loeb     | 15:17.0 | 113,97 km/h      | Sébastien Loeb     |
| 1 8–9 września | OS4     | 10:58       | Brooklana 1              | 12,78 km | Petter Solberg     | 10:01.9 | 76,44 km/h       | Sébastien Ogier    |
| 1 8–9 września | OS5     | 11:29       | Ulong 1                  | 12,45 km | Jari-Matti Latvala | 6:37.9  | 112,64 km/h      | Sébastien Ogier    |
| 1 8–9 września | OS6     | 14:42       | Shipmans 2               | 29,03 km | Jari-Matti Latvala | 16:15.2 | 107,17 km/h      | Mikko Hirvonen     |
| 1 8–9 września | OS7     | 15:37       | Brooklana 2              | 12,78 km | Mikko Hirvonen     | 10:23.1 | 73,84 km/h       | Mikko Hirvonen     |
| 1 8–9 września | OS8     | 16:08       | Ulong 2                  | 12,45 km | Jari-Matti Latvala | 6:55.1  | 107,97 km/h      | Mikko Hirvonen     |
| 1 8–9 września | OS9     | 18:30       | Coffs Jetty Precinct 3   | 3,77 km  | Jari-Matti Latvala | 2:51.0  | 79,37 km/h       | Mikko Hirvonen     |
| 1 8–9 września | OS10    | 18:45       | Coffs Jetty Precinct 4   | 3,77 km  | Mikko Hirvonen     | 2:49.9  | 79,88 km/h       | Mikko Hirvonen     |
| 2 10 września  | OS11    | 8:33        | Welshes 1                | 21,10 km | Jari-Matti Latvala | 12:10.2 | 104,03 km/h      | Jari-Matti Latvala |
| 2 10 września  | OS12    | 9:21        | Grace 1                  | 19,77 km | Jari-Matti Latvala | 11:10.9 | 106,08 km/h      | Jari-Matti Latvala |
| 2 10 września  | OS13    | 10:14       | Valla 1                  | 14,84 km | Jari-Matti Latvala | 8:56.2  | 99,63 km/h       | Jari-Matti Latvala |
| 2 10 września  | OS14    | 10:54       | Urunga 1                 | 13,79 km | Jari-Matti Latvala | 8:41.8  | 95,14 km/h       | Jari-Matti Latvala |
| 2 10 września  | OS15    | 14:02       | Welshes 2                | 21,10 km | Sébastien Ogier    | 11:55.2 | 106,21 km/h      | Jari-Matti Latvala |
| 2 10 września  | OS16    | 14:50       | Grace 2                  | 19,77 km | Sébastien Ogier    | 10:56.0 | 108,49 km/h      | Jari-Matti Latvala |
| 2 10 września  | OS17    | 15:43       | Valla 2                  | 14,84 km | Sébastien Ogier    | 8:39.7  | 102,80 km/h      | Jari-Matti Latvala |
| 2 10 września  | OS18    | 16:23       | Urunga 2                 | 13,79 km | Sébastien Loeb     | 8:28.8  | 97,57 km/h       | Jari-Matti Latvala |
| 2 10 września  | OS19    | 18:30       | Coffs Jetty Precinct 5   | 3,77 km  | Sébastien Loeb     | 2:34.9  | 87,62 km/h       | Jari-Matti Latvala |
| 2 10 września  | OS20    | 18:45       | Coffs Jetty Precinct 6   | 3,77 km  | Sébastien Ogier    | 2:33.8  | 88,24 km/h       | Jari-Matti Latvala |
| 3 11 września  | OS21    | 6:56        | Bucca 1                  | 14,83 km | Mikko Hirvonen     | 7:18.3  | 121,81 km/h      | Jari-Matti Latvala |
| 3 11 września  | OS22    | 8:19        | Plum Pudding 1           | 30,00 km | Jari-Matti Latvala | 16:26.3 | 109,50 km/h      | Jari-Matti Latvala |
| 3 11 września  | OS23    | 9:32        | Clarence 1               | 4,58 km  | Sébastien Loeb     | 2:22.8  | 115,46 km/h      | Jari-Matti Latvala |
| 3 11 września  | OS24    | 12:03       | Bucca 2                  | 14,83 km | Mikko Hirvonen     | 7:10.6  | 123,99 km/h      | Jari-Matti Latvala |
| 3 11 września  | OS25    | 13:26       | Plum Pudding 2           | 30,00 km | Mikko Hirvonen     | 16:07.8 | 111,59 km/h      | Mikko Hirvonen     |
| 3 11 września  | OS26    | 15:30       | Clarence 2 (Power stage) | 4,58 km  | Sébastien Loeb     | 2:18.1  | 119,39 km/h      | Mikko Hirvonen     |

### Power Stage
| Miejsce | Kierowca           | Czas   | Różnica | Średnia prędkość | Punkty |
| ------- | ------------------ | ------ | ------- | ---------------- | ------ |
| 1       | Sébastien Loeb     | 2:18.1 | 0.0     | 119,39 km/h      | 3      |
| 2       | Jari-Matti Latvala | 2:19.3 | +1.2    | 118,36 km/h      | 2      |
| 3       | Petter Solberg     | 2:19.4 | +1.3    | 118,28 km/h      | 1      |

## Klasyfikacja po 10 rundzie

### Kierowcy
| Lp. | Kierowca                 | Pkt |
| --- | ------------------------ | --- |
| 1   | Sébastien Loeb           | 196 |
| 2   | Mikko Hirvonen           | 181 |
| 3   | Sébastien Ogier          | 167 |
| 4   | Jari-Matti Latvala       | 116 |
| 5   | Petter Solberg           | 110 |
| 6   | Mads Østberg             | 56  |
| 7   | Matthew Wilson           | 52  |
| 8   | Kimi Räikkönen           | 34  |
| 9   | Henning Solberg          | 32  |
| 10  | Dani Sordo               | 23  |
| 11  | Federico Villagra        | 20  |
| 12  | Khalid Al Qassimi        | 15  |
| 13  | Juho Hänninen            | 13  |
| 14  | Hayden Paddon            | 10  |
| 15  | Martin Prokop            | 7   |
| 16  | Ott Tänak                | 7   |
| 17  | Per-Gunnar Andersson     | 6   |
| 18  | Michał Kościuszko        | 6   |
| 19  | Dennis Kuipers           | 5   |
| 20  | Armindo Araújo           | 4   |
| 21  | Oleksandr Saliuk Jr.     | 4   |
| 22  | Peter Van Merksteijn Jr. | 2   |
| 23  | Benito Guerra            | 2   |
| 24  | Bernardo Sousa           | 1   |
| 25  | Patrik Flodin            | 1   |

### Producenci
| Lp. | Producent                             | Pkt |
| --- | ------------------------------------- | --- |
| 1   | Citroën Total World Rally Team        | 347 |
| 2   | Ford Abu Dhabi World Rally Team       | 285 |
| 3   | M-Sport Stobart Ford World Rally Team | 117 |
| 4   | Petter Solberg World Rally Team       | 98  |
| 5   | Munchi’s Ford World Rally Team        | 32  |
| 6   | Team Abu Dhabi                        | 30  |
| 7   | FERM Power Tools World Rally Team     | 22  |
| 8   | Van Merksteijn Motorsport             | 12  |
| 9   | Monster World Rally Team              | 11  |
| 10  | Brazil World Rally Team               | 1   |
|     | ICE 1 Racing                          | DK  |